# Saut d'obstacles par équipes aux Jeux olympiques d'été de 2016
Navigation
Londres 2012 Tokyo 2020
L'épreuve du saut d'obstacles par équipes des Jeux olympiques d'été 2016 de Rio de Janeiro s'est déroulée du 14 au 17 août 2016.

## Règlement
Le saut d'obstacles consiste à enchaîner un parcours d'obstacles mobiles sans faute.
Les équipes nationales sont composées de 4 cavaliers et d'un réserviste. Le format comporte une première épreuve de vitesse qui compte pour la qualification individuelle et permet d'établir la liste de départ de la qualification par équipe. Puis a lieu une Coupe des Nations en 2 manches par équipe, à l'issue de laquelle sont attribués les titres par équipe. Les 35 mieux classés courent ensuite la finale individuelle en deux manches.

## Résultats
| Rang                                | Nom | 1re manche | 1re manche | 2e manche      | 2e manche | Pénalités totales de l'équipe | Barrage    | Barrage   | Barrage                   | Barrage |
| Rang                                | Nom | Pénalités  | Pénalités  | Pénalités      | Pénalités | Pénalités totales de l'équipe | Pénalités  | Pénalités | Temps                     | Temps   |
| Rang                                | Nom | Individuel | Équipe     | Individuel     | Équipe    | Pénalités totales de l'équipe | Individuel | Équipe    | Individuel                | Équipe  |
| ----------------------------------- | --- | ---------- | ---------- | -------------- | --------- | ----------------------------- | ---------- | --------- | ------------------------- | ------- |
| Médaille d'or, Jeux olympiques      | France Philippe Rozier Kevin Staut Roger-Yves Bost Pénélope Leprévost                                     | 4 0 1 0    | 1          | 1 0 1 NP       | 2         | 3                             |            |           |                           |         |
| Médaille d'argent, Jeux olympiques  | États-Unis Kent Farrington Lucy Davis McLain Ward Beezie Madden                                           | 0 8        | 0          | 1 4 0 Forfait  | 5         | 5                             |            |           |                           |         |
| Médaille de bronze, Jeux olympiques | Allemagne Daniel Deusser Meredith Michaels-Beerbaum Ludger Beerbaum Christian Ahlmann                     | 0 4        | 0          | 4 5 4 0        | 8         | 8                             | 0 NP       | 0         | 42 s 68 55 s 35 44 s 58 - | -       |
| 4                                   | Canada Yann Candele Tiffany Foster Eric Lamaze Amy Millar                                                 | 0 4 5 0    | 4          | 4 0 12 0       | 4         | 8                             | 4 0 4 NP   | 8         | 44 s 24 44 s 81 43 s 06 - | -       |
| 5                                   | Brésil Eduardo Menezes Stephan Barcha Álvaro de Miranda Neto Pedro Veniss                                 | 0 DSQ 0    | 0          | 4 DSQ 4 5      | 13        | 13                            |            |           |                           |         |
| 6                                   | Suisse Janika Sprunger Romain Duguet Martin Fuchs Steve Guerdat                                           | 8 0 8      | 8          | 1 5 1          | 7         | 15                            |            |           |                           |         |
| 7                                   | Suède Malin Baryard-Johnsson Peder Fredricson Henrik von Eckermann Rolf-Göran Bengtsson                   | 4 0 4      | 8          | 17 1 8 1       | 10        | 18                            |            |           |                           |         |
| 8                                   | Pays-Bas Jeroen Dubbeldam Maikel van der Vleuten Harrie Smolders Jur Vrieling                             | 0 EL       | 0          | 5 1 12 Forfait | 18        | 18                            |            |           |                           |         |
| 9                                   | Qatar Hamad Ali Mohamed A Al Attiyah Ali bin Chalid Al Thani Ali Yousef Al Rumaihi Bassem Hassan Mohammed | 5 4 1 4    | 9          |                |           |                               |            |           |                           |         |
| 10                                  | Argentine Ramiro Quintana Bruno Passaro Matías Albarracín José Maria Larocca                              | 1 24 1 8   | 10         |                |           |                               |            |           |                           |         |
| 11                                  | Espagne Pilar Lucrecia Cordón Manuel Fernandez Saro Eduardo Álvarez Aznar Sergio Álvarez Moya             | 8 4 EL 0   | 12         |                |           |                               |            |           |                           |         |
| 12                                  | Grande-Bretagne Nick Skelton Ben Maher Michael Whitaker John Whitaker                                     | 4 5 23     | 13         |                |           |                               |            |           |                           |         |
| 13                                  | Ukraine Cassio Rivetti Ulrich Kirchhoff Ferenc Szentirmai René Tebbel                                     | DSQ 4 9 1  | 14         |                |           |                               |            |           |                           |         |
| 13                                  | Japon Toshiki Masui Daisuke Fukushima Reiko Takeda Taizo Sugitani                                         | 12 1 12    | 14         |                |           |                               |            |           |                           |         |
| 13                                  | Australie Matt Williams Scott Keach Edwina Tops-Alexander James Paterson-Robinson                         | 0 EL 5 9   | 14         |                |           |                               |            |           |                           |         |

## Sources
- « Le site officiel du Comité international olympique »
- « Site officiel de Rio de Janeiro 2016 »